# Flughafen Tejgaon

i7
i11
i13
Die BAF Base Bashar oder Flughafen Tejgaon  (ICAO-Code: VGTJ) ist ein Militärstützpunkt der Bangladesch Air Force in Dhaka, Bangladesch. Auch die Bangladeschische Armee nutzt diesen Militärstützpunkt. Hier befindet sich auch der Nationalparadeplatz von Bangladesch. Vor dem Bau des internationalen Flughafens Hazrat Shahjalal im Jahr 1980 war er der einzige internationale Flughafen des Landes.